# Dystasia multifasciculata
Dystasia multifasciculata är en skalbaggsart som beskrevs av Stefan von Breuning 1943. Dystasia multifasciculata ingår i släktet Dystasia och familjen långhorningar. Inga underarter finns listade i Catalogue of Life.